# Wouter van Moëslains
Wouter van Moëslains (overleden circa 1080) was in de tweede helft van de 11e eeuw de oudst bekende heer van Dampierre. Hij behoorde tot het huis Dampierre.

## Levensloop
Wouter was de oudst bekende heer van Dampierre, Saint-Dizier en Moëslains en wordt eveneens beschouwd als de stamvader van het huis Dampierre. Zijn vader of grootvader zou Hilderent van Dampierre zijn geweest, die vermeld wordt in oude kronieken. 
Waarschijnlijk huwde hij met Maria van Saint-Just, dochter van Walram van Saint-Just, die de heerlijkheid Saint-Just aan zijn domeinen toevoegde.
Wouter ging tevens op bedevaart naar Palestina en bezocht Jeruzalem. Toen hij rond 1063 terugkeerde naar huis, deed hij een donatie aan de Abdij van Montier-en-Der. Hij overleed rond 1080, vermoedelijk nadat hij zich als monnik had teruggetrokken in de Abdij van Montier-en-Der.

## Nakomelingen
Wouter en zijn echtgenote Maria kregen minstens twee zonen:
- Hugo (overleden rond 1080), bisschop van Troyes
- Theobald (1050-1107), heer van Dampierre